# Дупе-Дял (Лупша, Алба)
Дупе-Дял (рум. După Deal) — село у повіті Алба в Румунії. Входить до складу комуни Лупша.
Село розташоване на відстані 312 км на північний захід від Бухареста, 43 км на північний захід від Алба-Юлії, 59 км на південний захід від Клуж-Напоки.

## Населення
За даними перепису населення 2002 року у селі проживали 62 особи, усі — румуни. Усі жителі села рідною мовою назвали румунську.